# Tygodnik Polski (Wałbrzych)
Tygodnik Polski – tygodnik społeczno-kulturalny ukazujący się w Wałbrzychu w 1945 roku.
Pierwszy numer ukazał się kilka tygodni po zajęciu miasta przez wojska radzieckie. Był pierwszą gazetą polską drukowaną i wydawaną w Wałbrzychu. Pismo było drukowane w Białym Kamieniu, podmiejskiej miejscowości, w drukarni H.Opitza.
Z powodu braku polskich czcionek Tygodnik Polski był drukowany czcionką niemiecką.
Ukazało się około 12 numerów.